# What's My Name? (canción de Rihanna)
«What's My Name?» —en español: ‘¿Cuál es mi nombre?’— es una canción de la artista barbadense Rihanna, de su quinto álbum de estudio Loud (2010). Con el vocalista invitado Drake, la canción fue lanzada como el segundo sencillo de Loud el 29 de octubre de 2010 por Def Jam Recordings. La canción de Electro-R&B y dance pop fue producida por el dúo noruego de producción Stargate, y fue escrita por el dúo, junto con Ester Dean, Traci Hale, y Drake. «What's My Name?» fue lanzado a la radio rítmica en los Estados Unidos el 26 de octubre de 2010.
Los críticos musicales alabaron la canción diciendo que es uno de los mejores trabajos de Rihanna hasta la fecha. También elogiaron su naturaleza romántica, así como sus tonos sexuales. Sin embargo, hubo algunas críticas negativas hacia las letras de Drake, que incluía una insinuación sexual. «What's My Name» fue un éxito comercial, posicionándose en la cima del Billboard Hot 100, dando a Rihanna su tercer número uno en el 2010, así como su octavo en la general. También se convirtió en el primer sencillo en ocupar este puesto para Drake. La canción también encabezó las listas en Brasil, Hungría y el Reino Unido y llegó a los cinco primeros puestos en Canadá, Irlanda, Nueva Zelanda, Noruega y Eslovaquia. 
El video musical, dirigido por Philip Andelman, retrata un encuentro romántico entre Rihanna y Drake en una tienda de comestibles, junto con escenas románticas entre la pareja y muestra a Rihanna caminado en las calles del Lower East Side de Manhattan. «What's My Name?» fue promovido con actuaciones en directo a través de ambos lados del Atlántico, incluyendo en Saturday Night Live en Estados Unidos y la serie final de The X Factor en el Reino Unido. El rendimiento de este último dio lugar a una investigación del regulador de medios del país, Ofcom, por la naturaleza provocativa del equipo de Rihanna.

## Antecedentes y composición

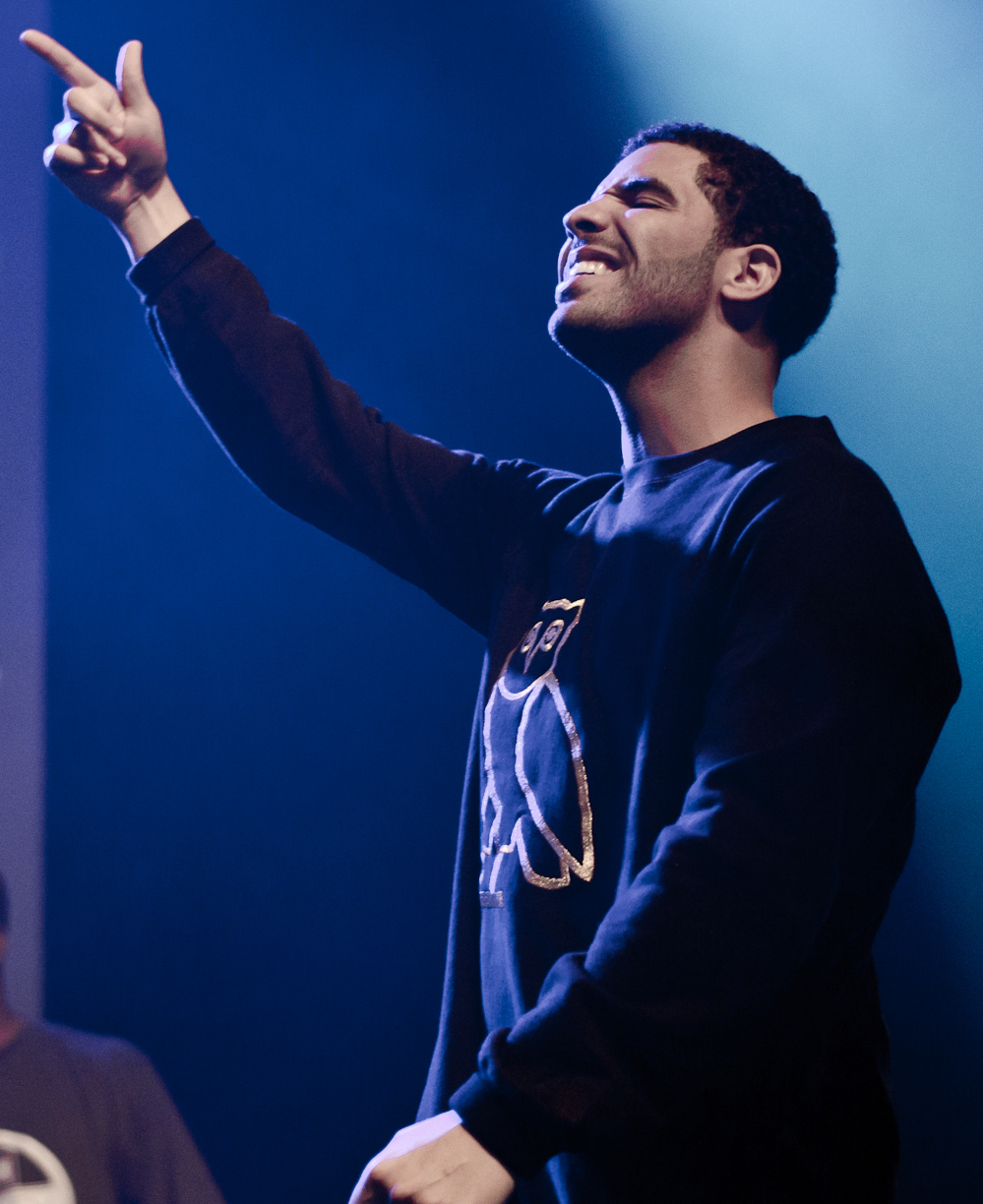
El rapero canadiense Drake colabora en la canción con la cantante.

«What's my Name?» es una canción electro-R&b, producida por los productores noruegos, Stargate, que vuelven a Rihanna a ritmos de su carrera temprana con una pista que consiste de reggae y ritmos ska. Bill Lamb de About.com señaló que antes de empezar en la voz de Rihanna, hay una acumulación interna de ritmos con tambores. Generalmente describe la música de fondo como simple y atmosférica. La canción fue escrita por Mikkel S. Eriksen, Tor Erik Hermansen, Ester Dean, Traci Hale y Aubrey Graham, e incorpora temas de sexo y romance. En una entrevista con HitQuarters, Hale reveló que Dean fue quien la invitó a participar en la escritura de «What's My Name?» y Loud. En la entrevista, Hale dijo: «Mi contribución fue principalmente lírica, Ester hizo la mayor parte de la melodía que es realmente el esfuerzo del grupo. Así que es difícil decir la fórmula en algunas canciones porque Stargate hace su parte, Ester hace su parte, me pongo en lo que puse, nadie lo hace una sola cosa». Cuando se le preguntó cuál es la inspiración detrás de la canción, ella dijo: «Oh amor, el amor, el amor y que es sexy. Comenzó como una vía real y sexy luego pone algo sexy sobre él». Hale pasó crédito al éxito de la canción el reavivir su carrera como compositora. Jocelyn Vena de MTV describe la forma de cantar y el contenido lírico de la canción como atrevida. Cordero, dijo que las letras, equivalen a románticas y el dulce sexo.
Hermansen, dijo que la colaboración con Drake se produjo después de que Rihanna grabara el sencillo. Rihanna le dijo a Billboard, que habían tratado de formar un equipo y que quería la arrogancia de Drake. Ella dijo que Drake es uno de los más grandes raperos del momento y cuando oyó la canción le encantó y escribió sus versos, tres días después. Rihanna llamó la colaboración joven y juguetona, algo que Stacy Anderson de Spin y Nick Levine de Digital Spy lo captaron, al comentar sobre las insinuaciones sexuales en las letras. En particular, Anderson y Levine señalaron una broma álgebra basada en los versos de Drake, donde dice: «The square root of 69 is 8 something, right, 'Cuz I been trying to work it out/ La raíz cuadrada de 69 es de 8 algo, verdad, por que he estado tratando de resolverla». Megan Vick de Billboard señaló que a su vez la exuberante vocal de Rihanna denota un salto sorprendente en la madurez de sus sencillos anteriores.

## Crítica
«What's My Name?» recibió críticas positivas sobre todo por su tono romántico y sentimental. Thomas Conner del Chicago Sun-Times ni alabó ni criticó la canción, sino que se centró en la naturaleza de la composición. Bill Lamb de About.com dio a la canción una crítica positiva, diciendo que el coro abre la pista con «Oh na na... What's My Name?» y la primera estrofa queda implantada. No pasa mucho tiempo antes de que Drake añada el rap con una acción inteligente, sexy y romántica que riman. Este es un éxito, es una buena pista romántica para la lista de reproducción. Jocelyn Vena de MTV elogió el coro de la canción y el verso de Drake. Molly Lambert de Pitchfork Media alabó el desempeño de Rihanna y dijo que en «What's My Name?», Rihanna no tiene que decirnos qué tan deseable es, es un hecho del cual nunca hay duda en su entrega que cuan bien hace en «Only Girl (In The World)». Nick Levine de Digital Spy dijo: What's My Name? es esencialmente la larga sesión de hacer el amor a lo exuberante "duro y rápido" como en «Rude Boy» que se las arregla para quedarse con clase, incluso cuando Drake hace una broma poco fiable acerca de la raíz cuadrada de 69 y Rihanna ofrece una no tan tímida referencia al sexo oral. Megan Vick de Billboard dijo que  «What's My Name?» es un esfuerzo en conjunto, Rihanna posee la canción mediante la entrega de una versión más pulida de su personaje pop.

## Rendimiento comercial
«What's My Name?» debutó en el número sesenta y siete en el Billboard R&B/Hip-Hop Songs para la semana del 30 de octubre de 2010 y aumentó hasta llegar al número dos. La canción debutó en el número ochenta y tres en el Billboard Hot 100, después de ser enviado a la radio comercial, en la tercera semana saltó al número uno, después de ser lanzado digitalmente. Convirtiéndose en el octavo número uno de Rihanna en la tabla y el primero de Drake. «What's My Name?» logró alcanzar el número uno en la tabla, antes de que el primer sencillo «Only Girl (In The World)», que encabezó la lista después de dos semanas. En la misma semana, alcanzó el primer lugar en la lista Digital Songs con ventas en la primera semana de 235.000. Rihanna se convirtió en la primera artista en la historia del Billboard Hot 100 en tener su primer sencillo número uno después de su segundo sencillo «What's My Name», seguido por «Only Girl». Además, Rihanna se convirtió en la primera artista en puntuar un trío de sencillos liderando el Hot 100 en un año, desde 2008, cuando logró la misma hazaña con «Take a Bow», «Disturbia» y «Live Your Life». En su séptima semana de lanzamiento digital, el sencillo superó la marca de un millón de copias. La canción ha vendido más de 2.000.000 de descargas solo en los Estados Unidos, y ha sido certificado doble platino por la Recording Industry Association of America.

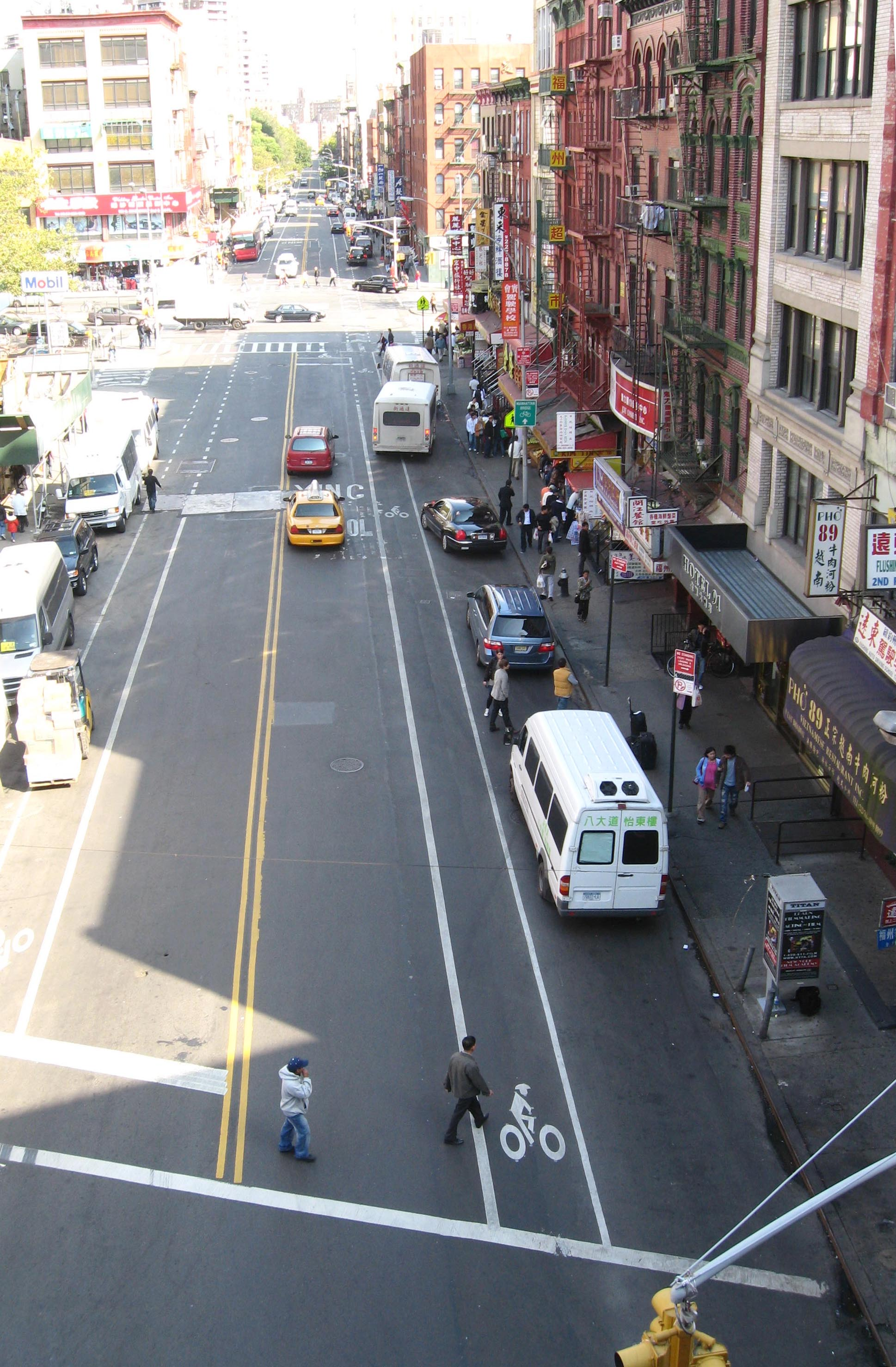
El video musical del sencillo se filmó en las calles de Lower East Side de Manhattan.

En el Reino Unido, tras la publicación de Loud, «What's My Name?» debutó en el número dieciocho en UK Singles Chart el 27 de noviembre de 2010. La siguiente semana, el 5 de diciembre de 2010, la canción alcanzó un nuevo punto máximo de número ocho, y durante la misma semana, Rihanna tenía otros dos sencillos en los diez primeros puestos con «Only Girl (In The World)» en el número siete, y «Who's That Chick?» (por David Guetta con Rihanna) en el número nueve. Rihanna se convirtió en el cuarto artista en la historia de listas del Reino Unido en hacer esto. El 19 de diciembre de 2010, la canción alcanzó un nuevo máximo de número dos, donde permaneció durante tres semanas antes de llegar al número uno el 9 de enero de 2011. Como resultado, Rihanna se convirtió en la primera artista femenina en la historia de las listas del Reino Unido en tener un número uno en cinco años consecutivos. Ella solo es el segundo artista para lograr esta hazaña detrás de Elvis Presley que publicó sencillos números uno desde 1959 hasta 63. Es también es el quinto número uno de Rihanna en el Reino Unido. Además es su segunda vez en su carrera que Rihanna al mismo tiempo ha encabezado las listas de sencillos y álbumes en el Reino Unido, la primera fue en mayo de 2007 cuando «Umbrella» y Good Girl Gone Bad encabezaron la tabla de sencillos y álbumes, respectivamente. Hasta la fecha, la canción es el más alto debut de Drake en los gráficos y primer sencillo en posicionarse en el puesto uno en el Reino Unido.

## Video musical
Rihanna grabó el video musical de la canción el 26 de septiembre de 2010 en Nueva York con el director Philip Andelman. Algunas partes del video con Drake fueron filmadas el 27 de octubre de 2010. El video musical se estrenó el 12 de noviembre de 2010 en el canal VEVO en YouTube.En la actualidad el video tiene más de 500 millones de visitas.
El vídeo comienza con diferentes puntos de vista de la ciudad, se desplaza a una tienda donde Drake está hablando con el cajero. Rihanna entra, agarrando su atención. Ella le sonríe y camina hacia la nevera y coge un paquete de leche. Drake la sigue y comienza sus versos. Él sostiene su mano mientras dice sus versos, el paquete de leche cae de su mano, por lo tanto la leche se derrama en el suelo. Cuando el verso de Drake termina, Rihanna lo empuja y se aleja con una sonrisa.
Cuando el verso de Rihanna inicia, se muestra a la cantante caminando por la calle y bailando. Personas con instrumentos van caminando por la calle, además de escenas en las que Rihanna y Drake se encuentran en una habitación juntos, coqueteando, charlando y bebiendo Champán. La escena final muestra a Rihanna en una fiesta en la noche al aire libre inspirada en el reggae muestra las personas que anteriormente estaban con los instrumentos, pero ahora están tocándolos mientras que Rihanna canta y baila. El video termina con Drake besando a Rihanna en la mejilla en el dormitorio.

## Actuaciones en directo

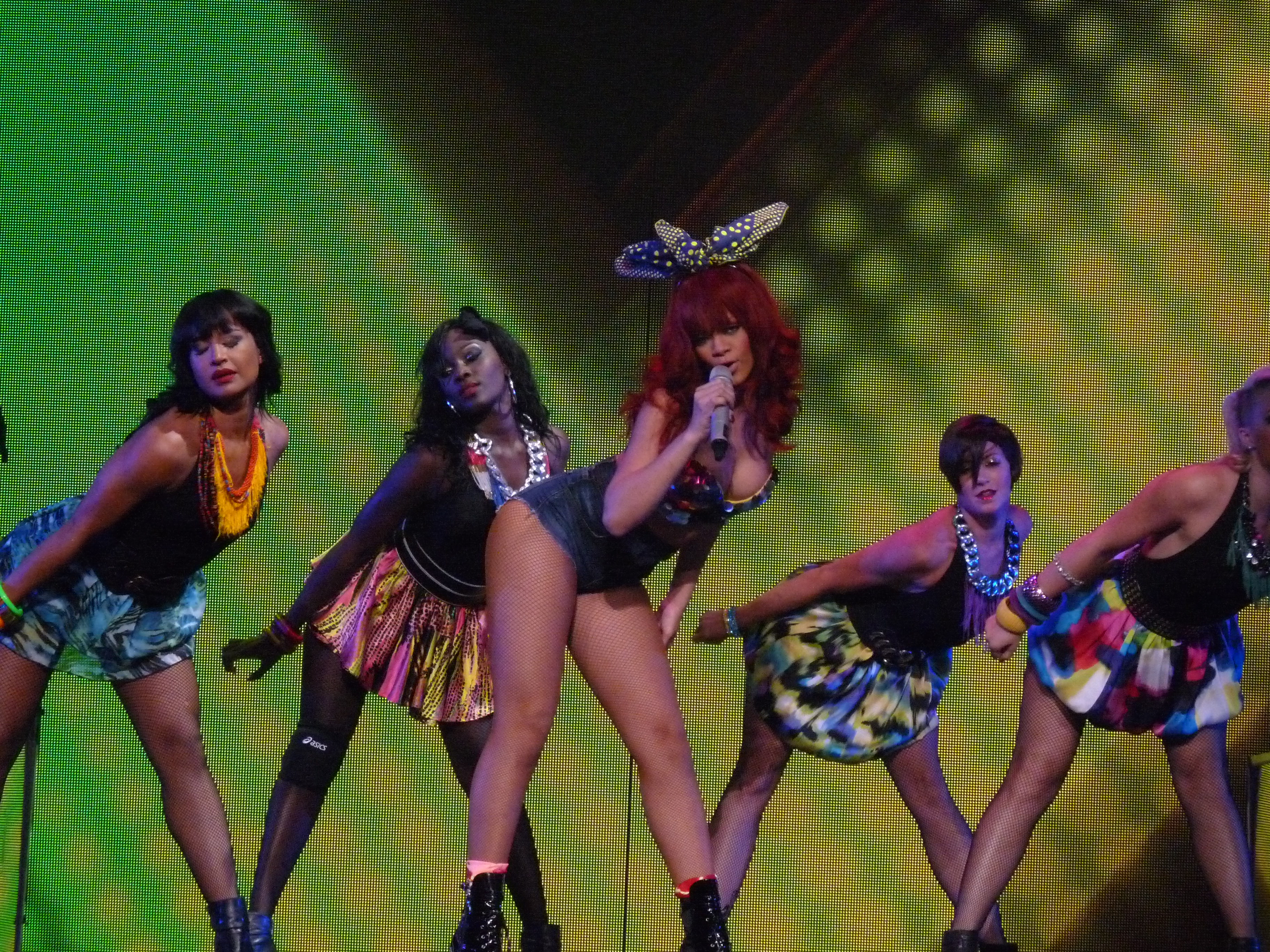
Rihanna cantando «What's My Name?» en su gira Loud Tour, en Florida.

«What's My Name?» se interpretó por primera vez (sin Drake) el 30 de octubre de 2010, durante la temporada del programa de televisión Saturday Night Live. Luego el 15 de noviembre, antes del lanzamiento del álbum, Rihanna volvió a interpretar el sencillo en MTV The Seven, en vivo desde Times Square, Nueva York. Solo un día más tarde, realizó el sencillo, esta vez en The Late Show with David Letterman. El 17 de noviembre de 2010, ella fue a una entrevista e interpretó la canción como parte de su lista de temas para su aparición en Good Morning America. En los American Music Awards 2010 el 21 de noviembre de 2010, Rihanna interpretó un popurrí de sus éxitos recientes que incluyó «Love the Way You Lie (Part II)», «What's My Name?» y concluyó con «Only Girl». En el Reino Unido, Rihanna fue invitada de nuevo a la serie de The X Factor el 11 de diciembre de 2010, para llevar a cabo «Unfaithful», con Matt Cardle (finalista) y una interpretación de «What's My Name». La final fue vista por quince millones de espectadores, pero atrajo quejas, en los miles, sobre la elección de Rihanna del equipo y el rendimiento sexual. Vivienne Patterson, director de MediaWatch UK, dijo: «Yo no creo que haya sido adecuado, creo que está bastante claro». El regulador británico de medios de comunicación, Ofcom, confirmó más tarde que se había iniciado una investigación sobre el asunto después de que cuatro mil quejas fueron registradas con respecto a ;as apariciones de Rihanna y Christina Aguilera en la final de The X Factor. Rihanna interpretó la canción con Drake por primera vez en los 53 Premios Grammy el 13 de febrero de 2011, así como la interpretación de la canción, aparte de un popurrí con «Only Girl (In The World)» y «S&M» en vivo en los Brit Awards 2011 el 15 de febrero de 2011. Rihanna también interpretó la canción con Drake en el NBA All-Star Game el 20 de febrero de 2011 así como la realización de la canción, aparte de un popurrí con «Umbrella», «Only Girl», «Rude Boy» y «All of the Lights» (con Kanye West). La canción fue parte de la lista que figura en la parte australiana de The Last Girl On Earth Tour y Loud Tour. En mayo de 2011 Rihanna ofreció una interpretación de «What's My Name?» en el programa Today de NBC, como parte de la serie de conciertos de verano, junto con «Only Girl», «S&M» y «California King Bed».

## Premios y nominaciones
| Año  | Ceremonia              | Categoría                    | Resultado |
| ---- | ---------------------- | ---------------------------- | --------- |
| 2011 | Billboard Music Awards | Mejor Canción R&B del Año    | Nominado  |
| 2011 | Soul/Jazz Awards       | Mejor Colaboración           | Ganador   |
| 2011 | BET Awards             | Elección de los Espectadores | Ganador   |

## Formatos
Promo - CD Single
1. "What's My Name?" - 4:27
2. "What's My Name?" (Beatbox Remix) - 4:27

Digital Remixes - EP
1. "What's My Name?" (Low Sunday Up On It Extended) - 5:03
2. "What's My Name?" (Low Sunday Up On It Instrumental) - 5:00
3. "What's My Name?" (Kik Klap Mixshow) - 4:10
4. "What's My Name?" (Versión Limpia) - 4:27

- German CD single[44]

1. "What's My Name?" (featuring Drake) – 4:23
2. "What's My Name?" (Low Sunday "Up On It" Radio) – 3:47

## Listas y certificaciones
| País            | Lista                           | Mejor Posición |
| --------------- | ------------------------------- | -------------- |
| Australia       | Australia Singles Chart         | 8              |
| Australia       | Australia Urban Singles         | 8              |
| Austria         | Ö3 Austria Top 75               | 3              |
| Bélgica         | Ultratop 40 (Flandes)           | 35             |
| Bélgica         | Ultratop 40 (Valonia)           | 40             |
| Bulgaria        | Bulgaria Singles Top 40         | 12             |
| Brasil          | Billboard Brazil                | 1              |
| Canadá          | Canadian Hot 100                | 5              |
| Corea del Sur   | Gaon Chart                      | 5              |
| Países Bajos    | Dutch Top 40                    | 2              |
| República Checa | Czech Republic Singles Chart    | 6              |
| Chipre          | Cyprus Singles Chart            | 5              |
| Dinamarca       | Tracklisten                     | 9              |
| Europa          | European Hot 100 Singles        | 3              |
| Francia         | French Singles Chart            | 16             |
| Grecia          | Greek Singles Chart             | 1              |
| Alemania        | Media Control AG                | 12             |
| Hungría         | Hungary Rádiós Top 40           | 1              |
| Irlanda         | Ireland Singles Chart           | 3              |
| Italia          | Italian Singles Chart           | 8              |
| Nueva Zelanda   | New Zeland Singles Chart        | 3              |
| Noruega         | Norwegian VG Lista              | 4              |
| Portugal        | Portugal Singles Top 50         | 4              |
| Escocia         | The Official Charts Company     | 1              |
| Suiza           | Media Control AG                | 13             |
| Eslovaquia      | Slovakia Singles Chart          | 3              |
| Suecia          | Sverigetopplistan               | 20             |
| España          | PROMUSICAE                      | 42             |
| Reino Unido     | UK Singles Chart                | 1              |
| Reino Unido     | UK R&B Chart                    | 1              |
| Estados Unidos  | Billboard Hot 100               | 1              |
| Estados Unidos  | Billboard Hot R&B/Hip-Hop Songs | 2              |
| Estados Unidos  | Billboard Pop Songs             | 4              |
| Estados Unidos  | Billboard Radio Songs           | 1              |
| Estados Unidos  | Billboard Hot Dance Club Songs  | 6              |
| Estados Unidos  | Billboard Adult Pop Songs       | 30             |

| País           | Certificación | Ventas/Remesas | Ref.   |
| -------------- | ------------- | -------------- | ------ |
| Australia      | Platino       | 70 000         | [ 73 ] |
| Estados Unidos | 6× Platino    | 3 095 000      | [ 74 ] |
| Italia         | Oro           | 15 000         | [ 75 ] |
| Nueva Zelanda  | Oro           | 7500           | [ 76 ] |
| Reino Unido    | Platino       | 847 800        | [ 77 ] |
| Suiza          | Oro           | 15 000         | [ 78 ] |
| Suecia         | Platino       | 40 000         | [ 79 ] |

| 2010      |                        |    |
| Australia | Australian Urban Chart | 32 |

### Sucesión en listas
| Predecesor: "We R Who We R" de Ke$ha              | Billboard Hot 100 - Sencillo N° 1 20 de noviembre de 2010                           | Sucesor: "Like a G6" de Far East Movement                     |
| Predecesor: "We R Who We R" de Ke$ha              | Billboard Digital Songs - Sencillo N° 1 20 de noviembre de 2010                     | Sucesor: "Teenage Dream" de Glee Cast                         |
| Predecesor: "Whip My Hair" de Willow              | UK R&B Chart - Sencillo N° 1 25 de diciembre de 2010 - 29 de enero de 2011          | Sucesor: "Coming Home" de Diddy - Dirty Money con Skylar Grey |
| Predecesor: "Only Girl (In the World)" de Rihanna | US Billboard Radio Songs - Sencillo N° 1 1 de enero de 2011 - 19 de febrero de 2011 | Sucesor: "Firework" de Katy Perry                             |
| Predecesor: "When We Collide" de Matt Cardle      | UK Download Chart - Sencillo N° 1 8 de enero de 2011 - 22 de enero de 2011          | Sucesor: "Grenade" de Bruno Mars                              |
| Predecesor: "When We Collide" de Matt Cardle      | UK Singles Chart - Sencillo N° 1 15 de enero de 2011                                | Sucesor: "Grenade" de Bruno Mars                              |
| Predecesor: "When We Collide" de Matt Cardle      | Scotland Singles Chart - Sencillo N° 1 15 de enero de 2011                          | Sucesor: "Grenade" de Bruno Mars                              |

## Lanzamiento
| País           | Fecha                   | Formato          |
| -------------- | ----------------------- | ---------------- |
| Australia      | 29 de octubre de 2010   | Descarga digital |
| España         | 29 de octubre de 2010   | Descarga digital |
| Francia        | 29 de octubre de 2010   | Descarga digital |
| Nueva Zelanda  | 29 de octubre de 2010   | Descarga digital |
| Canadá         | 1 de noviembre de 2010  | Descarga digital |
| Estados Unidos | 1 de noviembre de 2010  | Descarga digital |
| Portugal       | 15 de noviembre de 2010 | Descarga digital |
| Bélgica        | 15 de noviembre de 2010 | Descarga digital |
| Dinamarca      | 15 de noviembre de 2010 | Descarga digital |
| Finlandia      | 15 de noviembre de 2010 | Descarga digital |
| Noruega        | 15 de noviembre de 2010 | Descarga digital |
| Suecia         | 15 de noviembre de 2010 | Descarga digital |
| Italia         | 15 de noviembre de 2010 | Descarga digital |
| Reino Unido    | 20 de diciembre de 2010 | Sencillo en CD   |

| País           | Fecha                 | Formato    |
| -------------- | --------------------- | ---------- |
| Estados Unidos | 26 de octubre de 2010 | Mainstream |